# 女高生 天使のはらわた
『女高生 天使のはらわた』（じょこうせい てんしのはらわた）は、1978年公開の日本映画。日活ロマンポルノの一作。カラー / ワイド / 79分。
曽根中生監督、深水三章、大谷麻知子主演。名美という名の女を主人公とする、石井隆の連作劇画『天使のはらわた』からの最初の映画化作品である。
ビデオ化に際して、自主規制により『女校生 天使のはらわた』に改題されている。また、新人で主役の女高生・名美を演じた大谷麻知子の名が、パッケージや広告のクレジットから削除されている。

## スタッフ
- 監督 - 曽根中生
- 製作 - 海野義幸
- 企画 - 成田尚哉
- 脚本 - 深水龍作、池田敏春
- 撮影 - 水野尾信正
- 美術 - 渡辺平八郎
- 編集 - 山田真司
- 音楽 - 大野真澄
- 助監督 - 池田敏春

## キャスト
- 土屋名美 - 大谷麻知子
- 川島恵子（メグ） - 川島めぐ
- 川島哲郎 - 深水三章
- 貞国 - 樋口達馬
- 梶間 - 河西健司
- 土屋真 - 織田俊彦
- 刑事A - 深水龍作
- 刑事B - 吉田宏靖
- 外車の男 - 堀勉
- 外車の女 - 工藤麻屋
- サラリーローンの男A - 藤馬義公
- サラリーローンの男B - 古宮和幸
- メグに声をかける男 - 加賀山伸
- バーの女給 - 山野上智子
- 林美雄、浅岡弘行
- 奈津江 - 渡辺とく子
- やくざ - 風間健

## あらすじ
川島哲郎は、仲間の梶間、貞国とともにバイクを飛ばして憂さを晴らし、恐喝や強姦を繰り返す無軌道な若者だったが、唯一の肉親である妹・メグだけは自分の力で一人前に育てたいという願いがあった。ある日、哲郎とメグは、梶間と貞国が高校生の名美に襲いかかろうとしている場に出くわす。妹の手前、哲郎は名美に救いの手を差し伸べた。「何を格好つけてんだ」と捨て台詞を残して立ち去る梶間。その夜、詫びを入れに行った哲郎に、梶間は名美を犯してみせろと迫った。複雑な思いを抱きつつ哲郎は名美を犯すが、あとに続こうとする梶間を阻んだため険悪になってしまう。
数日後、メグが梶間たちに連れ去られた。帰りを待ちわびた哲郎は夜の街へと飛び出し、ぼろぼろになった妹の姿を見つける。彼女を連れ帰る途中、覆面パトカーに捕まった哲郎は逆上し、警察官を殴って逃走した。だが、思い直して自首しようと部屋を出たところで、哲郎は梶間と貞国に出くわす。3人はいきがかりからやくざと喧嘩になり、貞国がひとりを刺してしまう。仲間を逃がして罪を被ろうとする哲郎に、パトカーのサイレンが迫る。